# ジュニアSF選
ジュニアSF選（ジュニアえすえふせん）は、草土文化社から1987年に刊行されたジュブナイルSF小説のアンソロジー叢書。
四六判ハードカバー、1-5巻と別巻1の全6巻。編集はSF作家の横田順彌。

## 刊行一覧
- 『月こそわが故郷』 1987.9　ISBN 4794503016
「CTA102番星人」（矢野徹）
「月こそわが故郷」（眉村卓）
「若草の星」（森下一仁）
「危険な誘拐」（小松左京）
「宇宙のファイアマン」（横田順彌）

- 『呪われた翼』 1987.9　ISBN 4794503024
「SOS宇宙船シルバー号」（光瀬龍）
「恋するコンピュー太」（津山紘一）
「おねえさんはあそこに」（広瀬正）
「ダイ君の変身」（かんべむさし）
「呪われた翼」（山田正紀）

- 『果てしなき多元宇宙』 1987.10　ISBN 4794503032
「われは海の子」（福島正実）
「もうひとつのルール」（森下一仁）
「果てしなき多元宇宙」（筒井康隆）
「所有者」（星新一）
「霧の中のとびら」（豊田有恒）

- 『クロッカスの少年』 1987.10　ISBN 4794503040
「ふるさとは宇宙船」（堀晃）
「テスト」（眉村卓）
「次に来るもの」（今日泊亜蘭）
「クロッカスの少年」（横田順彌）
「植民星アルテアIV」（豊田有恒）

- 『赤いさばくの上で』 1987.11　ISBN 4794503059
「フレンドシップ2」（矢野徹）
「赤いさばくの上で」（福島正実）
「美亜へ贈る真珠」（梶尾真治）
「赤ん暴君」（平井和正）
「デラックス狂詩曲」（筒井康隆）

- 『SFなんでも講座』 1987.11　ISBN 4794503067
「SFってなんだろう」（横田順彌）
「世界のSFの歴史」（松中正子）
「日本のSFの歴史」（会津信吾）
「いろいろな分野のSF」（塩崎昇）
「SFの書き方」（森下一仁）
「SF用語辞典」
「初人者のためのSFガイド20 海外篇」
「初心者のためのSFガイド20 日本篇」